# Enhydrosoma curticauda
Enhydrosoma curticauda är en kräftdjursart som beskrevs av Boeck 1872. Enhydrosoma curticauda ingår i släktet Enhydrosoma och familjen Cletodidae. Artens status i Sverige är: . Inga underarter finns listade i Catalogue of Life.